# Bayonetta 2
Bayonetta 2 (ベヨネッタ2) es un videojuego de acción publicado por Nintendo y desarrollado por PlatinumGames para la videoconsola Wii U con los propietarios de la franquicia Sega actuando como asesores. A diferencia del juego anterior, que estaba disponible en la PlayStation 3 y Xbox 360, la segunda entrega de la saga estaría disponible sólo en consolas de Nintendo.
Es la secuela del juego Bayonetta de 2010. Fue dirigido por Yusuke Hashimoto y producido por Atsushi Inaba, bajo la supervisión del creador de la serie Hideki Kamiya. Se anunció el 13 de septiembre de 2012 y se dijo que sería exclusivo para Wii U. 
El 7 de diciembre de 2017 durante la premiación de The Game Awards, fue anunciado un port para Nintendo Switch, que se lanzó el 16 de febrero de 2018 de manera mundial.

## Desarrollo
Bayonetta 2 fue revelado durante el Nintendo Direct del 13 de septiembre de 2012. De acuerdo con Atsushi Inaba, productor de Platinum Games, Bayonetta 2 no existiría si Nintendo no se hubiera asociado con Platinum Games para hacer el juego. Debido a esto, se dio a conocer en exclusiva para Wii U.
Posteriormente, una demo jugable del juego fue mostrada en el stand de Nintendo durante el E3 de 2013, siguiendo a la revelación del primer tráiler del gameplay del juego. Un modo multijugador también se confirmó, junto con la opción de un sistema de control adaptado al panel táctil del mando de Wii U y la confirmación de que el juego soportará Off-TV Play.

## Personajes
Bayonetta/Cereza: En este juego, Bayonetta toma nuevamente el rol de protagonista.
Luego de la muerte de Padre Balder, comienza a notarse un desequilibrio entre luz y oscuridad a falta del Ojo Derecho de la Luz, este cambio ocasiona que uno de los demonios traídos por Cereza a la tierra a través de una invocación pierda el control y la ataque. Esto causa un desafortunado incidente que provoca la pérdida del alma de Jeanne, que ahora ha caído a las profundidades de Inferno. Bayonetta, decidida a recuperar a su amiga decide ir a Noatun, donde se encuentran las Puertas del Infierno, en su camino ella encontrará a un misterioso muchacho llamado Loki, a un Sabio de Lumen enmascarado y a una extraña entidad denominada como "Loptr", que parece saber bien el pasado de Balder, el padre de Cereza y sobre las Cazas de Brujas. ¿Que conexión tendrá el con estos temas? Esas serán algunas de las cosas que tendrá que averiguar en su travesía.
Balder/Lumen Enmascarado: Es el padre de Bayonetta y el principal responsable de las Cazas de Brujas.
En este juego se nos permite ver la historia detrás de su comportamiento en la primera entrega, lo que de verdad pasó en la Gran Masacre.
Fue desterrado de su clan luego de tener una hija junto a una bruja de Umbra llamada Rosa. Eso fue lo que inició la Gran Guerra de los Clanes. Durante 20 años ellos se mantuvieron separados, llegando finalmente el día en el que fue engañado por los Ángeles de Paradiso para que el iniciara la cacería de Brujas, sintiéndose culpable, va a ayudar a su amada Rosa, que desgraciadamente termina muriendo en sus brazos luego de que un Niño Misterioso le causara una herida mortal.
Es traído al presente por Loptr, quien le ofreció una oportunidad de venganza contra Loki, el muchacho misterioso.
Pero su búsqueda de venganza es más difícil, ya que la Bruja Cereza no para de aparecer en defensa del joven.
¿Por qué su decisión de resucitar a Jubileus, La Creadora? ¿Por qué ese severo cambio de personalidad entre acontecimientos? Esas cosas serán respondidas en esta entrega.